# South Caicos Airport

i8
i11
i13
Der South Caicos Airport (auch South Caicos International, IATA-Code: XSC, ICAO-Code: MBSC) auf der Insel South Caicos ist ein nationaler Flughafen der Turks- und Caicosinseln. Er wird von der Turks & Caicos Islands Airports Authority (TCIAA) betrieben.
Der Flughafen wird etwa dreißig Mal pro Woche im Linienverkehr von Providenciales und Grand Turk Island aus durch InterCaribbean Airways und Caicos Express Airways bedient. Er verfügt über eine 1831 Meter lange asphaltierte Start- und Landebahn.
Im Jahr 2016 begann der Ausbau mit der Sanierung der Start- und Landebahn und dem Neubau des Kontrollturms. Die ebenfalls vorgesehene Erneuerung des Terminals verzögerte sich unter anderem aufgrund von Planungsfehlern. Im März 2020 wurde das alte Terminalgebäude, kurz nachdem Erweiterungsarbeiten an ihm durchgeführt worden waren, durch einen Brand vollständig zerstört. Die Grundsteinlegung für den Neubau fand im Januar 2021 statt. Die Gesamtkosten für den Ausbau des Flughafens belaufen sich auf 22 Mio. US-Dollar.

## Zwischenfälle
- Am 10. Juli 1963 musste eine Douglas DC-4/C-54A-15-DC der panamaischen Aerovias Panama Airways - APASA (Luftfahrzeugkennzeichen HP-382) nach Leistungsverlust auf zwei Triebwerken 15 Kilometer südwestlich des Flughafens South Caicos notgewassert werden. Die beiden Besatzungsmitglieder, einzige Insassen auf dem Frachtflug, überlebten den Unfall.[9]

- Am 12. September 1979 fiel an einer Curtiss C-46A-60-CK Commando der US-amerikanischen Rich International Airways (N7768B) im Anflug auf den Flughafen South Caicos ein Triebwerk aus. Die Piloten schafften es nicht mehr ganz zum Ziel, sondern mussten 1,6 Kilometer westlich des Flughafens notwassern. Alle drei Insassen des Frachtflugs, die zwei Piloten und ein Passagier, überlebten den Unfall.[10]

- Im Januar 1985 (genaues Datum unbekannt) stürzte eine Douglas DC-4 der US-amerikanischen BIF Air Inc. (N88939) im Anflug auf den Flughafen South Caicos ab und brannte komplett aus. Über Personenschäden ist nichts bekannt; möglicherweise überlebten die Insassen den Unfall.[11]